# Ґаришяй
Ґаришяй (Garyšiai) — хутір у Литві, Расейняйський район, Немакщяйське староство, розташоване за 2 км від села Немакщяй.

## Принагідно
- Garyšiai [Архівовано 15 листопада 2016 у Wayback Machine.]

| Литва | Це незавершена стаття з географії Литви. Ви можете допомогти проєкту, виправивши або дописавши її. |